# Biserica de piatră Sfântul Ierarh Nicolae din Pipirig
Biserica de piatră Sfântul Ierarh Nicolae reprezintă o construcție  monumentală din Satul Pipirig Comuna Pipirig Județul Neamț. Este cunoscută și cu apelativul de Catedrala Munților, termen atribuit însuși patriarhului Nicodim Munteanu ale cărui eforturi și sprijin au contribuit esențial la zidirea ei. .